# Agama cristata
Agama cristata là một loài thằn lằn trong họ Iguanidae. Loài này được Mocquard mô tả khoa học đầu tiên năm 1905.